# زیلوپروپامین
زیلوپروپامین (انگلیسی: Xylopropamine) که با نام‌های پرهدرین (Perhedrin) و اسانین (Esanin) نیز به فروش می‌رسد یک داروی محرک از گروه‌های فنتیل آمین و آمفتامین است که به عنوان سرکوب‌کننده اشتها به بازار معرفی شد.
این دارو گاه به صورت نمک سولفاته به فروش می‌رسد، اما کاربرد آن چندان رایج نیست. سایر مشتقات مشابه آمفتامین ها، از جمله ۴٬۲-دی متیل آمفتامین نیز به همین منظور مورد بررسی قرار گرفته‌اند، ولی این داروها با عوارض جانبی چشمگیری مانند فشارخون بالا همراه هستند و از همین رو چندان موفق نبوده‌اند، به ویژه آن که داروهای دیگری در همین عرصه وجود دارند (همچون فنترمین) که همین کارکرد را داشته، ولی عوارض جانبی چندانی ندارند.
گزارش شده‌است که این دارو دارای ویژگی‌های ضدالتهابی و ضد درد است، ولی عوارض جانبی آن‌ها باعث شده که هیچگاه به این منظور به کار گرفته نشوند.